# 冬柏公园

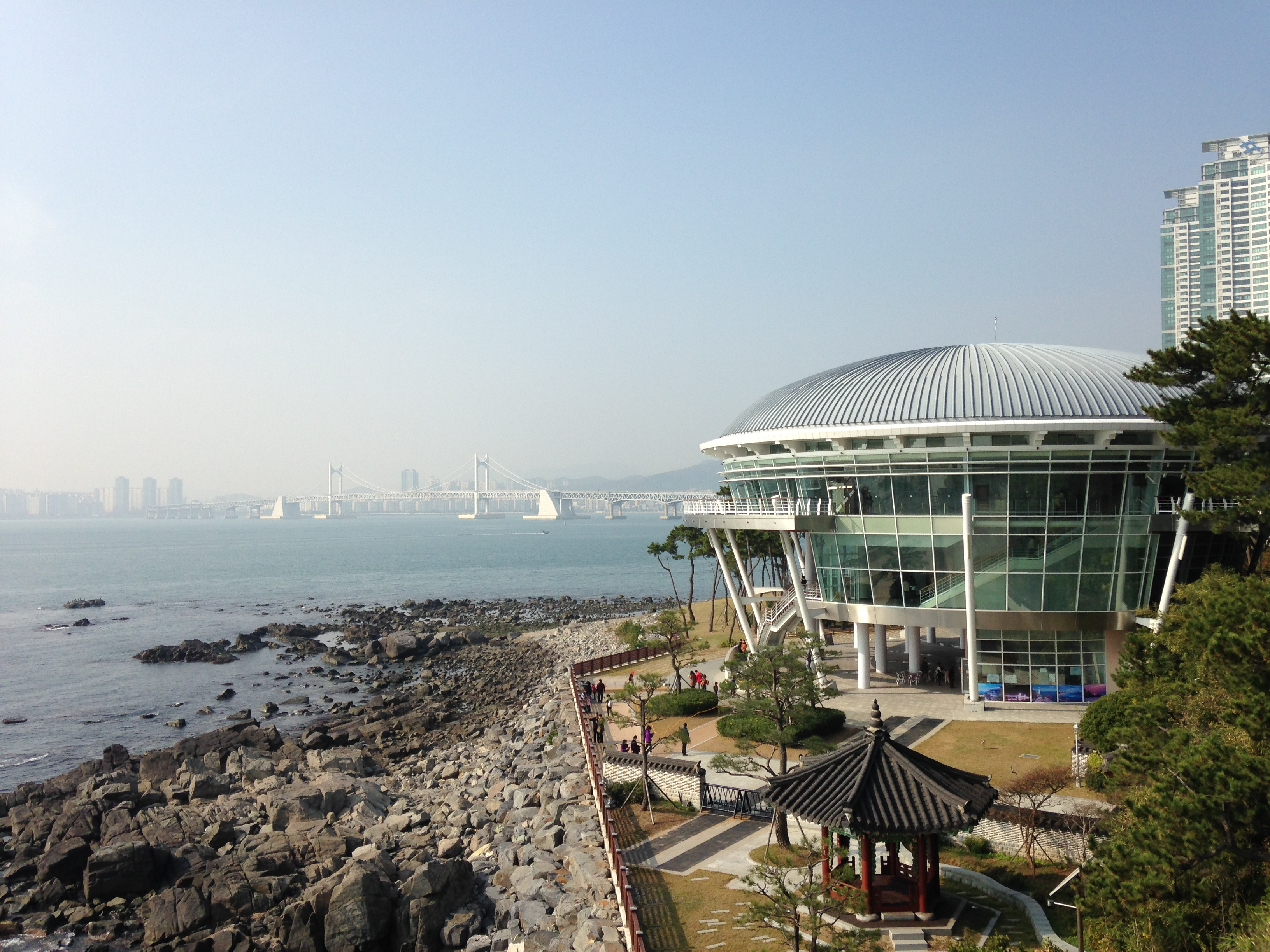
APEC世峰楼

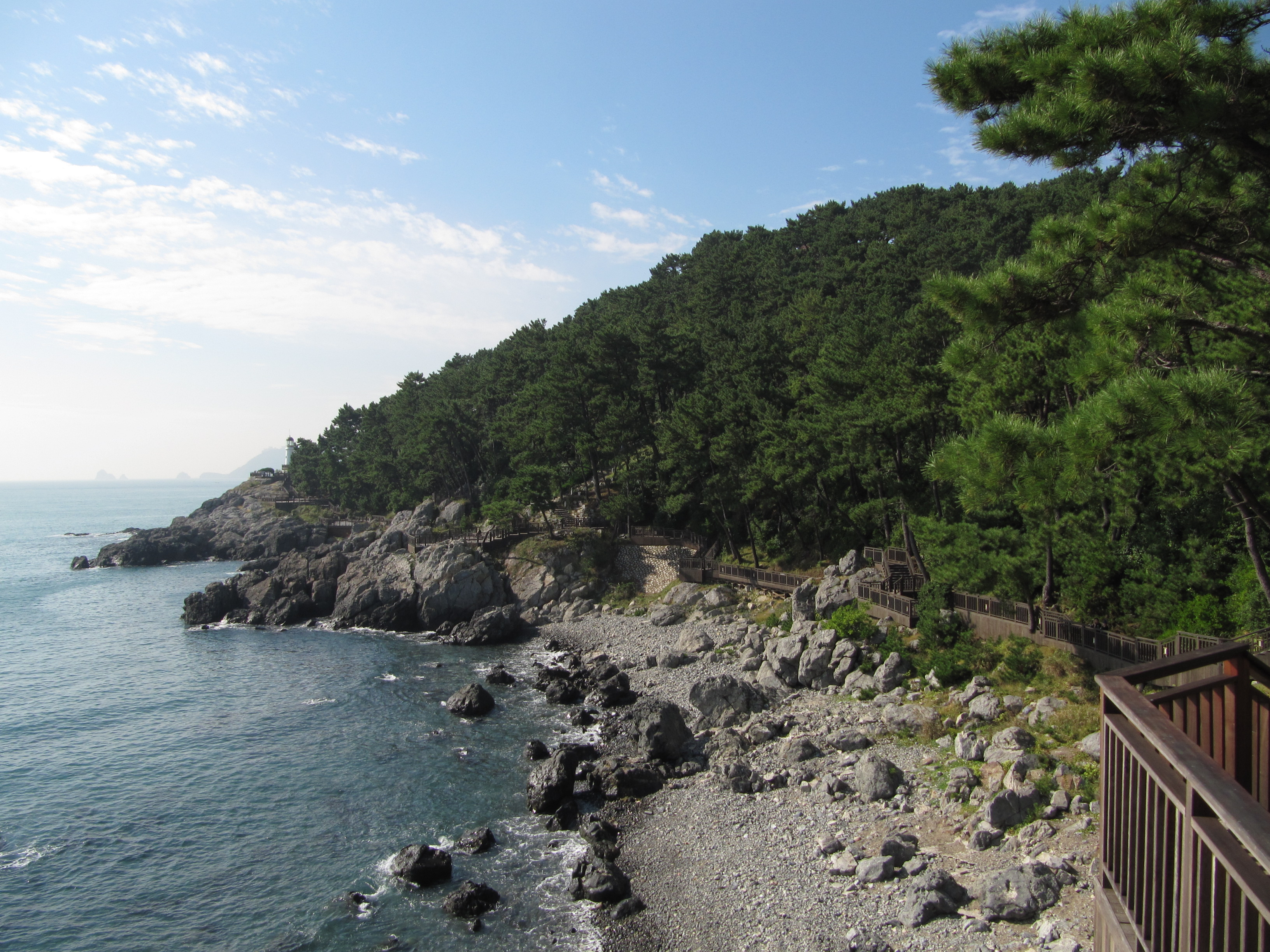
冬柏岛

冬柏公园（： Dongbaek-gil），即是冬柏岛（： Dongbaekseom）位于釜山广域市海云台区的南海岸，其过去曾是海中岛屿，岛上长了冬柏树和松树，如今已与陆地相连，由此冬柏岛得名。 前往海云台海滩观光的游客可看到岛上的冬柏公园和沙滩附近高2.5米的人鱼像。
岛的山顶上竖有崔致远的铜像和纪念碑，据说约1000年，新罗诗人崔致远曾到访于此，并在大岩石刻上“海云台”字眼，现今岛上还能追寻着诗人崔致远的踪迹。其岛上能眺望广安大桥与海云台海滩等美景。冬柏岛被釜山指定为第46号纪念物。
2005年，APEC首脑位于冬柏岛举办会议时，冬柏岛被称为“最美丽的会场”而受到世人的称赞。其蕴含“世界首脑们聚集一堂的会议之家”之意的世界顶峰APEC大楼（英語：Nurimaru APEC House），如今为APEC世峰楼，是仿造韩国传统的亭台建筑而建设的。